# Codul Hays

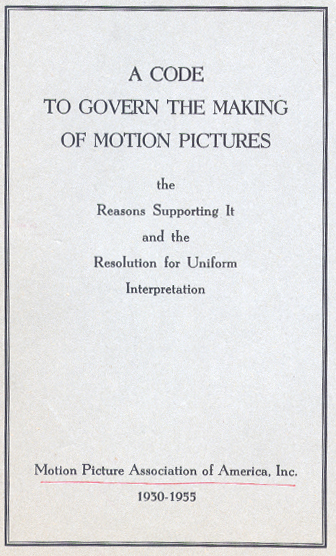
Codul Hays

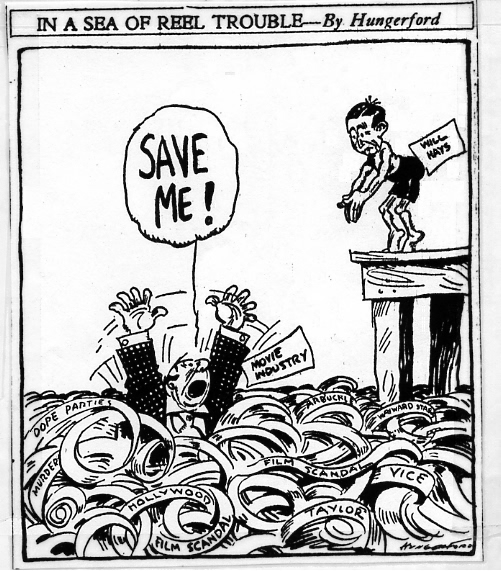
Percepția comică a efectelor Codului Hays

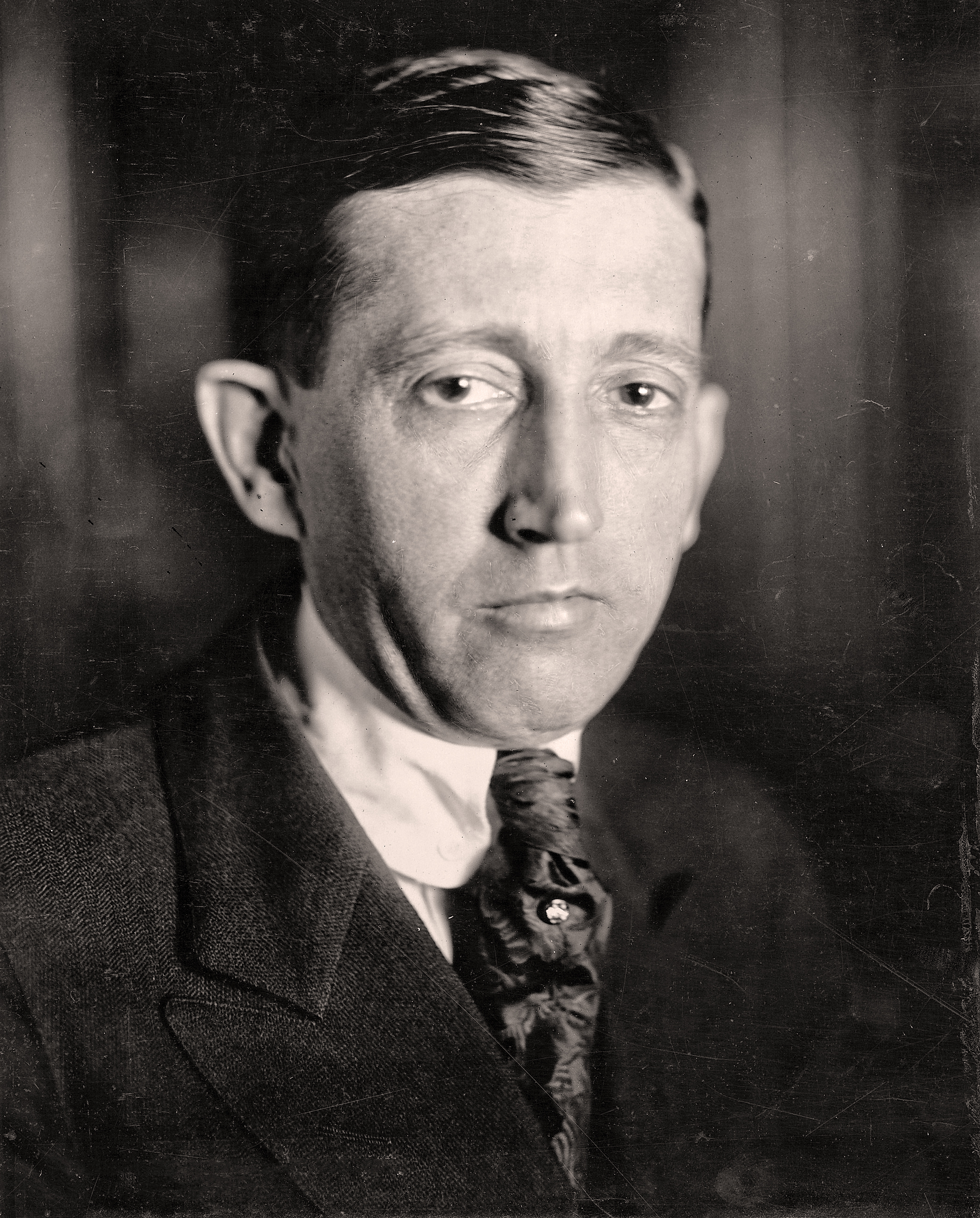
Will H. Hays, autorul Codului Hays

Codul Hays (în engleză Hays Code) sau Codul producției de film (în engleză The Motion Picture Production Code) a fost un set de sfaturi din partea cenzurii care a condus producția majorității filmelor din Statele Unite lansate de studiourile importante în perioada 1930-1968. Denumirea de Hays provine de la creatorul său, Will H. Hays. Chiar dacă Codul a fost adoptat în 1930, nu a fost pus în aplicare în mod efectiv până la 1 iulie 1934. 

## Principii generale
1. „Nu va fi produs nici un film ce să submineze valorile morale ale telespectatorilor. În același mod, simpatia spectatorului nu trebuie să meargă niciodată de partea crimei, a faptelor rele, a răului sau a păcatului”.
2. „Trebuie să se arate standardele corecte de viață, supuse doar cerințelor dramei și divertismentului”.
3. „Legea, naturală sau umană, nu va fi ridiculizată și nici o simpatie nu va fi acordată celor care o încalcă” (Jean-Baptiste Thoret remarcă că acest lucru e valabil, mai ales, pentru mafiot și femeia de moravuri ușoare).

## Aplicații particulare

### Infracțiuni și infractori
Infracțiunea nu trebuie prezentată într-un mod ce să creeze simpatie pentru criminal sau să inspire privitorului dorința de imitare. Crima nu trebuie prezentată în așa fel încât să încurajeze imitația. Crimele brutale nu trebuie prezentate în detaliu, astfel încât populația să interacționeze anarhic. Răzbunarea nu e justificată într-un film a cărui acțiune se petrece în vremurile contemporane.
Metodele infracționale nu trebuie prezentate explicit. Tehnicile de furt, spargere și explozie de trenuri, mine, clădiri, incendiere etc. nu trebuie prezentate în detaliu. Utilizarea armelor de foc trebuie limitată. Metodele folosite în contrabandă nu trebuie dezvăluite.
Traficul de droguri nu trebuie prezentat. Consumul de băuturi alcoolice e interzis pe ecran, cu excepția cazului în care e parte integrantă a poveștii sau a caracteristicilor personajului.

### Sexualitate
„Importanța instituției căsătoriei și importanța familiei sunt primordiale pentru scriitorii de coduri Hays, care cred că filmele nu ar trebui să sugereze că promiscuitatea sexuală e normală sau obișnuită.
1. Adulterul, uneori necesar în contextul narativ al vreunui film, nu trebuie să fie prezentat explicit, justificat sau prezentat într-un mod atractiv.
2. Scenele pasionale:
a) Nu trebuie prezentate, decât dacă sunt esențiale pentru scenariu; 
b) Sărutările profunde sau lascive, mângâierile senzuale, ipostazele și gesturile sugestive nu trebuie expuse; 
c) În general, pasiunea trebuie tratată astfel încât aceste scene să rămână deasupra centurii („nu stimulați elementul inferior”; „prezentarea dormitoarelor trebuie să fie condusă de bun-gust și delicatețe”).
3. Seducție sau viol: 
a) Nu pot fi mai mult decât sugerate și numai atunci când sunt un element esențial al scenariului. Chiar și atunci, acestea nu vor fi afișate explicit. 
b) Nu sunt nicidecum un subiect potrivit pentru comedie.
4. Orice referire la perversiune sexuală e strict interzisă.
5. Comerțul cu sclavi albi nu trebuie abordat.
6. Prezentarea sexului interrasial e interzisă.
7. Igiena sexuală și bolile venerice nu sunt considerate subiecte pentru filme.
8. Nașterea vreunui copil, în față sau în siluetă, nu trebuie niciodată arătată.
9. Organele sexuale ale vreunui copil nu ar trebui să fie niciodată vizibile.

### Decență
Prezentarea subiectelor obscene, respingătoare și neplăcute trebuie supusă respectului pentru sensibilitățile spectatorilor și, în general, preceptelor bunului-gust. Obscenitatea în cuvânt, în gest, în cântec, în glumă sau chiar doar sugerată, e interzisă. Hula e strict interzisă, iar codul listează cuvintele de evitat: "Dumnezeule", "Doamne", "Isuse", "Cristoase", "iad", "fiu de cățea", "drace" sau "blesteme" și derivatele. „Nu se vor folosi titluri imorale, indecente sau obscene”, subliniază codul, nerăbdător să împiedice industria cinematografică să folosească afișe de cinema pentru a opera vreo evitare a cenzurii și pentru a ataca bunele-moravuri, pe care codul Hays încearcă să le protejeze atât de energic.
Indecența e interzisă, la fel ca nuditatea, reală sau implicită, și comentariile oricărui personaj sau sugestii despre aceasta. Scenele de dezbrăcare ar trebui evitate, cu excepția cazurilor în care e vreun element esențial al scenariului. Costumele prea revelatoare sunt interzise.
Dansurile lascive, cele care sugerează sau reprezintă acte sexuale, sunt interzise. Dansurile ce implică mișcări indecente ar trebui considerate obscene. 
Următoarele subiecte, considerate „repugnante”, trebuie tratate cu mare prudență și bun-gust: spânzurarea, electrocutarea și condamnarea la moarte a vreunui criminal, tatuarea, marcarea animalelor și a ființelor umane cu fier roșu, brutalitate și groază, cruzime față de copii sau animale și operații chirurgicale. Reprezentarea robilor albi e interzisă.
Unele criterii de „decență” se bazau pe prejudecățile rasiale ale vremii. Astfel, studioul Metro-Goldwyn-Mayer a respins candidatura sino-americancăi Anna May Wong pentru rolul principal într-o adaptare din romanul "The Good Earth", de Pearl S. Buck, din cauza principiilor ce interzic gesturile intime între diversele „rase”. Întrucât rolul principal masculin era caucazian (Paul Muni), producătorii au considerat că e imposibil să-i ofere un partener de tip asiatic și, în schimb, o distribuie pe actrița Luise Rainer, care a fost machiată să arate orientală.

### Patrie și religie
Nici un film nu ar trebui să-și bată joc de religie, în toate formele și toate credințele. Preoții nu pot fi înfățișați ca personaje comice sau bandiți. Ceremoniile oricărei religii definite ar trebui prezentate cu mare respect.
Prezentarea drapelului se va face întotdeauna într-o manieră respectuoasă. Istoria instituțiilor, a oamenilor celebri și a populației, în general, a altor națiuni va fi prezentată cu imparțialitate.

## Vezi și
- Listă de filme înainte de Codul Hays